# Neomochtherus helictus
Neomochtherus helictus är en tvåvingeart som beskrevs av Tsacas 1968. Neomochtherus helictus ingår i släktet Neomochtherus och familjen rovflugor. Inga underarter finns listade i Catalogue of Life.